# Ammodaucus leucotrichus
Ammodaucus es un género monotípico de planta herbácea perteneciente a la familia Apiaceae. Su única especie, Ammodaucus leucotrichus, es originaria de África.

## Descripción
Es una hierba pequeña, con una delgada raíz principal, que se encuentra en las ramblas de los oasis del Sahara en Mauritania, Malí y Níger, y en general en todo el Norte de África .En especial en la parte del sur del Sahara en el Sahel como vegetación de las dunas.

## Usos
Es ampliamente cultivado, y se informa de su cultivo en la Región en agro-horticultura: ornamentales.
Medicamentos
Usado en los problemas pulmonares.
Semilla
Utilizado en las comidas como salsas, condimentos, especias, aromas.

## Taxonomía
Ammodaucus leucotrichus fue descrita por  Coss. & Durand y publicado en Bulletin de la Société Botanique de France 6: 393. 1859.
Variedades;
- Ammodaucus leucotrichus subsp. nanocarpus Beltrán-Tej.

Sinonimia
- Cuminum maroccanum P.H.Davis & Hedge[3]